# شيكو سيرا
شيكو سيرا (بالبرتغالية: Chico Serra‏) هو سائق سيارة سباق ومهندس برازيلي، ولد في 3 فبراير 1957 في ساو باولو في البرازيل.

## وصلات خارجية
- شيكو سيرا على موقع Racing-Reference.info (الإنجليزية)
- شيكو سيرا على موقع DriverDB.com (الإنجليزية)

- الموقع الرسمي